# Post-Telekom-Sportverein 1925 Aachen 2020-2021 (pallavolo femminile)
Questa voce raccoglie le informazioni riguardanti il Post-Telekom-Sportverein 1925 Aachen nelle competizioni ufficiali della stagione 2020-2021.

## Organigramma societario
Area direttiva
- Presidente: Sebastian Albert

Area tecnica
- Allenatore: Eelco Beijl (fino a novembre), Bart Janssen (da dicembre)[1]
- Allenatore in seconda: Bart Janssen (fino a novembre)
- Assistente allenatore: Christian Mohr, Johannes Quandel
- Scoutman: Christian Mohr, Johannes Esser

Area sanitaria
- Medico: Michael Neuss
- Fisioterapista: Stefan Braunsdorf, Johannes Quandel

## Rosa
| N° | Nome                 | Ruolo | Data di nascita  | Nazionalità sportiva |
| -- | -------------------- | ----- | ---------------- | -------------------- |
| 2  | Mareike Hindriksen   | P     | 14 novembre 1987 | Germania             |
| 3  | Kryscina Michajlenka | O     | 26 marzo 1992    | Bielorussia          |
| 4  | Madeline Haynes      | S     | 10 febbraio 1998 | Stati Uniti          |
| 5  | Rugile Lavickyte     | O     | 10 luglio 2001   | Norvegia             |
| 6  | Live Sørbø           | P     | 2 febbraio 2000  | Norvegia             |
| 8  | Jana Franziska Poll  | S     | 7 maggio 1988    | Germania             |
| 9  | Emilie Olimstad      | S     | 12 dicembre 2000 | Norvegia             |
| 10 | Eline Timmerman      | C     | 30 dicembre 1998 | Paesi Bassi          |
| 12 | Nina Herelová        | C     | 30 luglio 1993   | Slovacchia           |
| 13 | Annie Cesar          | L     | 26 aprile 1997   | Germania             |
| 18 | Leonie Schwertmann   | C     | 12 gennaio 1994  | Germania             |

## Statistiche

### Statistiche di squadra
| Competizione      | Punti | In casa | In casa | In casa | In trasferta | In trasferta | In trasferta | Totale | Totale | Totale |
| Competizione      | Punti | G       | V       | P       | G            | V            | P            | G      | V      | P      |
| ----------------- | ----- | ------- | ------- | ------- | ------------ | ------------ | ------------ | ------ | ------ | ------ |
| 1. Bundesliga     | 21    | 11      | 5       | 6       | 11           | 3            | 8            | 22     | 8      | 14     |
| Coppa di Germania | -     | 1       | 0       | 1       | 1            | 1            | 0            | 2      | 1      | 1      |
| Totale            | -     | 12      | 5       | 7       | 12           | 4            | 8            | 24     | 9      | 15     |

G = partite giocate; V = partite vinte; P = partite perse

### Statistiche dei giocatori
| Giocatore      | 1. Bundesliga | 1. Bundesliga | 1. Bundesliga | 1. Bundesliga | 1. Bundesliga | Coppa di Germania | Coppa di Germania | Coppa di Germania | Coppa di Germania | Coppa di Germania | Totale | Totale | Totale | Totale | Totale |
| Giocatore      | P             | PT            | AV            | MV            | BV            | P                 | PT                | AV                | MV                | BV                | P      | PT     | AV     | MV     | BV     |
| -------------- | ------------- | ------------- | ------------- | ------------- | ------------- | ----------------- | ----------------- | ----------------- | ----------------- | ----------------- | ------ | ------ | ------ | ------ | ------ |
| A. Cesar       | 22            | 0             | 0             | 0             | 0             | 2                 | 0                 | 0                 | 0                 | 0                 | 24     | 0      | 0      | 0      | 0      |
| M. Haynes      | 20            | 135           | 107           | 13            | 15            | 2                 | 4                 | 4                 | 0                 | 0                 | 22     | 139    | 111    | 13     | 15     |
| N. Herelová    | 13            | 102           | 77            | 16            | 9             | 1                 | 20                | 18                | 1                 | 1                 | 14     | 122    | 95     | 17     | 10     |
| M. Hindriksen  | 22            | 81            | 56            | 13            | 12            | 2                 | 8                 | 4                 | 1                 | 3                 | 24     | 89     | 60     | 14     | 15     |
| R. Lavickyte   | 19            | 28            | 21            | 4             | 3             | 2                 | 3                 | 2                 | 1                 | 0                 | 21     | 31     | 23     | 5      | 3      |
| K. Michajlenka | 22            | 340           | 278           | 41            | 21            | 2                 | 19                | 14                | 5                 | 0                 | 24     | 359    | 292    | 46     | 21     |
| E. Olimstad    | 21            | 117           | 97            | 11            | 9             | 2                 | 11                | 9                 | 1                 | 1                 | 23     | 128    | 106    | 12     | 10     |
| J.F. Poll      | 22            | 306           | 256           | 34            | 16            | 2                 | 27                | 23                | 1                 | 3                 | 24     | 333    | 279    | 35     | 19     |
| L. Schwertmann | 19            | 110           | 61            | 28            | 21            | 2                 | 5                 | 4                 | 1                 | 0                 | 21     | 115    | 65     | 29     | 21     |
| L. Sørbø       | 15            | 0             | 0             | 0             | 0             | 1                 | 1                 | 0                 | 0                 | 1                 | 16     | 1      | 0      | 0      | 1      |
| E. Timmerman   | 21            | 208           | 144           | 48            | 16            | 2                 | 13                | 9                 | 2                 | 2                 | 23     | 221    | 153    | 50     | 18     |

P = presenze; PT = punti totali; AV = attacchi vincenti; MV = muri vincenti; BV = battute vincenti